# 급등주
급등주는 경영 내용이나 배당, 안정성 등을 따지지 않고 오로지 주식등락에 대한 다양한 환경적 요인에 의해 호재를 이루어 상승하는 주식을 말한다. 차트에서 볼 수 있는 N자형 차트가 진행되는 종목 중 1차 조정 후 2차 상승이 예상되는 것이 일반적이며 동일한 급등 패턴을 통해 비교 분석이 이루어진다. 단 정확한 기준이나 사전적 정의, 개념이 확립된 것은 아니다.
N자형 1차 조정 시 역상의 호가 진행이 자주 나타날수록 2차 상승의 가능성이 높아진다.
N자형 패턴이란 2차 상승을 위해 물량 매집을 위한 의도적 하락이 진행되는 패턴, 소위 눌림목 혹은 역상이라고 불린다.